# Marija Bernetič
Marija Bernetič (tudi Bernetti, partizansko ime Marina), slovenska politična delavka, * 14. marec 1902, Trst, † 1. marec 1993, Trst.

## Življenje in delo
- Leta 1918 se je vključila v delavsko-sindikalno gibanje ter se udeležila več stavk. Že 1919 je sodelovala pri protifašističnem gibanju, ko so fašistične skupine v Trstu in okolici napadle Delavsko zbornico, delavske knjižnice, krožke in slovenske ustanove. Leta 1921 je postala članica Komunistične partije Italije (KPI), sodelovala v ženskem protifašističnem gibanju, dobila nalogo za vspostavljanje konspirativnih zvez in vodila strankino korespondenco. Po ukinitvi časopisov Il Lavortore in Delo, ki sta bili glasili KPI, se je z drugimi tovariši bavila s tiskom propagandnih plakatov in letakov. Večkrat je bila aretirana in obsojena. Leta 1932 je postala članica deželnega komiteja KPI, 1933 odšla v Francijo, se ilegalno vračala, bila ujeta in 1940 obsojena na 16 let zapora. Po kapitulaciji Italije se je jeseni 1943 vrnila v Trst, od koder je maja 1944 odšla v partizane. Pri Glavnem štabu Narodnoosvobodilne vojske in partizanskih odredov Slovenije je bila odgovorna za politične zveze z italijanskimi partizanskimi enotami, v italijanski brigadi Fontanot pa je vodila politični oddelek. Po koncu vojne je bila od 1945-1948 članica regionalnega odbora KPI za Julijsko krajino. Po letu 1954 je bila v vodstvu avtonomne federacije KPI. Leta 1955 je bila izvoljena v občinski svet Trsta, 1963 pa na listi KPI v Poslansko zbornico Italije. Kot poslanka si je prizadevala rešiti odprta vprašanja slovenske narodnostne skupnosti v Italiji. Bila je tudi odgovorna urednica Dela, glasila KPI za slovensko narodno manjšino.